# Щам
Щам е понятие, което характеризира генетична вариация или подтип на даден организъм. Терминът се употребява за вируси или бактерии.
Щамът се характеризира с незначителни разлики в генетичната информация, които не могат да формират нов вид организъм. Тъй като бактериите и вирусите са изключително вариабилни, често при култивирането им или свободното им разпространение, възникват мутации и в частност нови щамове. Терминът е неприложим за по-висши организми, тъй като за разлика от бактериите и вирусите от един видоизменен индивид не се създава поколение.
При висшите организми, когато има съществени и затвърдени изменения, се говори за подвид и географска раса.